# Université Emory
Pour les articles homonymes, voir Emory.
L'université Emory (Emory University), ou plus simplement Emory, est une université privée située à Atlanta dans l'État de Géorgie, aux États-Unis.

## Personnalités liées

### Enseignants
- Jimmy Carter, président des États-Unis,
- Salman Rushdie, écrivain,
- Tenzin Gyatso, le 14e dalaï-lama,
- Desmond Tutu, archevêque anglican sud-africain, prix Nobel de la paix,
- Natasha Trethewey, prix Pulitzer et poète lauréat des États-Unis,
- Sanjay Gupta, spécialiste médical de CNN,
- Deborah Lipstadt,
- Thomas S. Burns, historien,
- Hao Huang, mathématicien,
- Shoshana Felman (en) (1942-), Pr de littérature comparée depuis 1970 et critique littéraire[1].
- Jean-François Lyotard, philosophe français

### Étudiants

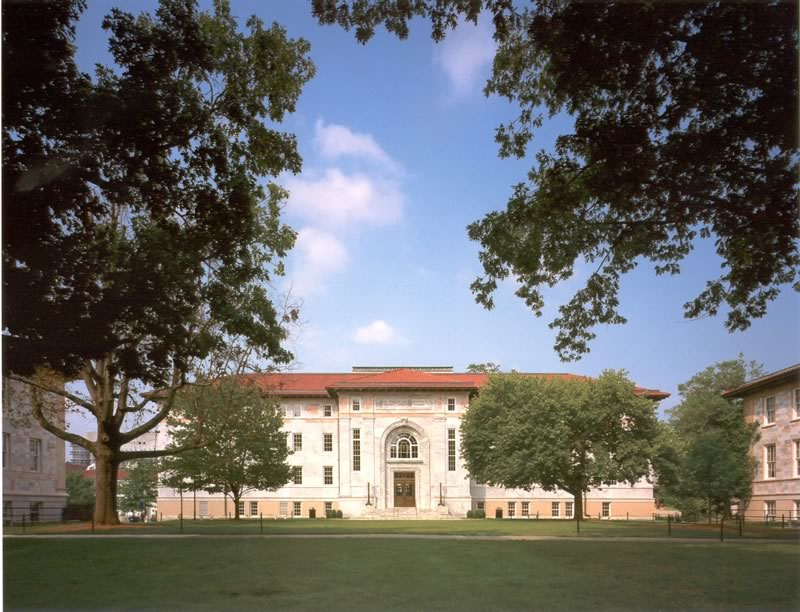
Bibliothèque Candler.

- Neema Iyer